# Give It 2 Me
"Give It 2 Me" là một bài hát thể loại Pop-Dance của nữ ca sĩ người Mỹ Madonna. Ca khúc này được phát hành trong mùa hè 2008 dưới dạng đĩa đơn thứ hai trích từ album Hard Candy của cô. "Give It 2 Me" được đồng sáng tác và sản xuất bởi nhà thu âm người Mỹ Pharrel Williams và Madonna.
Ca khúc được đề cử một giải Grammy năm 2009 ở hạng mục Thu âm nhạc nhảy xuất sắc nhất nhưng để mất giải về tay nhóm nhạc Daft Punk với ca khúc "Harder, Better, Faster, Stronger".

## Video ca nhạc

Một cảnh trong video của bài hát

Video ca nhạc cho đĩa đơn được quay ngày 3 tháng 4 tại Luân Đôn, được đồng đạo diễn bởi nhiếp ảnh gia thời trang Tom Munro và Nathan Rissman. Video được phát hành chính thức trên Yahoo!, AOL và iTunes vào ngày 4 tháng 6 và khởi chiếu trên kênh Channel 4 của Anh, chương trình TRL của MTV lần lượt vào các ngày 5 và 10 tháng 6.
Hình tượng quay về thời trang trong những thập niên trước của Madonna trong video được lấy cảm hứng từ bộ ảnh do Tom Munro thực hiện trên tạp chí Elle. Cô mặc áo ngực mỏng và quần chíp bé, đi một chiếc bốt cao và đội một chiếc mũ rộng vành, tất cả đều màu đen, nhảy múa trong nhiều cảnh quay khác nhau trong đó vài cảnh với Pharell. Mở đầu video là cảnh Madonna nhảy múa trong phòng tập với âm thanh ồn ào huyên náo của xe cộ. Kết thúc video, nữ ca sĩ mệt mỏi sau màn trình diễn và ngủ gục trong phòng thu.
- Đạo diễn: Tom Munro, Nathan Rissman
- Nhà sản xuất: Nicola Doring
- Đạo diễn hình: Tom Munro
- Biên tập: Danny Tull
- Công ty sản xuất: HSI London

## Các track
UK/EU CD1
1. "Give It 2 Me" (phiên bản album) – 4:47
2. "Give It 2 Me" (Oakenfold Extended Mix) – 7:08

UK/EU CD2 / Australian Single 
1. "Give It 2 Me" (phiên bản album) – 4:47
2. "Give It 2 Me" (Oakenfold Drums In) – 5:45
3. "Give It 2 Me" (Eddie Amador House Lovers Remix) – 7:56

UK 12" vinyl
(picture disc)
Mặt A
1. "Give It 2 Me" (Oakenfold Extended Mix) – 7:08
2. "Give It 2 Me" (Oakenfold Drums In) – 5:45

Mặt B
1. "Give It 2 Me" (Eddie Amador Club Mix) – 11:11

U.S./EU maxi-single
1. "Give It 2 Me" (Fedde Le Grand Remix) – 6:40
2. "Give It 2 Me" (Oakenfold Extended Remix) – 6:59
3. "Give It 2 Me" (Oakenfold Drums In Mix) – 5:44
4. "Give It 2 Me" (Eddie Amador Club) – 11:05
5. "Give It 2 Me" (Eddie Amador House Lovers Remix) – 7:52
6. "Give It 2 Me" (Tong & Spoon Wonderland Mix) – 7:35
7. "Give It 2 Me" (Jody den Broeder Club) – 9:33
8. "Give It 2 Me" (Sly and Robbie Bongo Mix) – 4:54

U.S. 12" Picture Disc
Mặt A
1. Give It 2 Me (phiên bản album) (4:47)
2. Give It 2 Me (Eddie Amador House Lovers Mix) (7:52)

Mặt B
1. Give It 2 Me (Jody Den Broeder Club Edit) (7:25)
2. Give It 2 Me (Oakenfold Extended Remix) (6:59)

U.S. 2x12"
Mặt A
1. Give It 2 Me (phiên bản album) (4:47)
2. Give It 2 Me (Eddie Amador Club) (11:05)

Mặt B 
1. Give It 2 Me (Fedde Le Grand Remix) (6:40)
2. Give It 2 Me (Eddie Amador House Lovers Mix) (7:52)

Mặt C
1. Give It 2 Me (Oakenfold Extended Remix) (6:59)
2. Give It 2 Me (Tong & Spoon Wonderland Mix) (7:35)

Mặt D 
1. Give It 2 Me (Jody Den Broeder Club) (9:33)
2. Give It 2 Me (Sly And Robbie Ragga Mix) (4:57)

U.S. white 7" vinyl (double vinyl with 4 Minutes)
1. Give It 2 Me (Edit)
2. Give It 2 Me (Eddie Amador House Lovers Edit)

U.S. two-track promotional CD
1. "Give It 2 Me" (phiên bản album) – 4:47
2. "Give It 2 Me" (Edit) – 4:02

iTunes exclusive download
1. "Give It 2 Me" (Oakenfold Radio Edit) – 4:57

U.S. two-disc promotional set
Đĩa 1:
1. "Give It 2 Me" (Eddie Amador Club Mix) – 11:05
2. "Give It 2 Me" (Eddie Amador Club 7 Edit) – 7:18
3. "Give It 2 Me" (Eddie Amador Club 5 Edit) – 4:56
4. "Give It 2 Me" (Eddie Amador Dub) – 10:37
5. "Give It 2 Me" (Eddie Amador Dub 7 Edit) – 7:26
6. "Give It 2 Me" (Eddie Amador Houselover Mix) – 7:52
7. "Give It 2 Me" (Eddie Amador Houselover 5 Edit) – 4:50

Đĩa 2:
1. "Give It 2 Me" (Jody Club Mix) – 9:29
2. "Give It 2 Me" (Jody Club 7 Edit) – 7:25
3. "Give It 2 Me" (Jody Dub) – 9:57
4. "Give It 2 Me" (Jody Edit) – 4:07
5. "Give It 2 Me" (Jody Edit TV) – 4:08
6. "Give It 2 Me" (Oakenfold Remix) – 5:46
7. "Give It 2 Me" (Oakenfold Dub) – 6:14
8. "Give It 2 Me" (Oakenfold Extended) – 6:59
9. "Give It 2 Me" (Oakenfold Drums In Mix) – 5:54

US 9 TRACK PROMOTIONAL CD
8 of the 9 tracks are already listed above but this CD includes the otherwise unavailable
(Fedde Le Grand Dub) – 6:41
Tong and Spoon Remixes - iTunes Store EP 
1. "Give It 2 Me" (Tong & Spoon Wonderland Mix) – 7:34
2. "Give It 2 Me" (Tong & Spoon Get Stupid Dub) – 7:34
3. "Give It 2 Me" (Tong & Spoon Wonderland Radio Edit) – 4:28

## Phiên bản chính thức
- Phiên bản album (4:48)
- Video Version/Radio Edit (4:02)
- Paul Oakenfold Extended Mix/Oakenfold Extended Remix/Oakenfold Extended (6:59)
- Paul Oakenfold Mix/Oakenfold Remix (5:46)
- Paul Oakenfold Drums In Mix/Oakenfold Drums In Mix/Oakenfold Drums In (5:46)
- Paul Oakenfold Dub/Oakenfold Dub (6:16)
- Paul Oakenfold Remix Edit/Paul Oakenfold Edit (4:59)
- Oakenfold Edit (3:24)
- Jody Den Broeder Club/Jody Club (9:31)
- Jody Den Broeder Club Edit/Jody Club 7 Edit (7:26)
- Jody Den Broeder Dub/Jody Dub (9:59)
- Jody Den Broeder Edit/Jody Edit (4:08)
- Jody Edit TV (4:08)
- Eddie Amador Club/Ed Club (11:07)
- Eddie Amador Club (9:51)
- Eddie Amador Club Edit/Ed Club 7 Edit (7:19)
- Eddie Amador Edit/Ed Club 5 Edit (4:56)
- Eddie Amador Dub/Ed Dub (10:39)
- Eddie Amador Dub (9:59)
- Eddie Amador Dub 7 Edit (7:29)
- Eddie Amador House Lovers Mix/Ed Houselover Mix (7:54)
- Eddie Amador House Lovers Edit/Ed Houselover 5 Edit (4:50)
- Fedde Le Grand Remix (6:41)
- Fedde Le Grand Dub (6:41)
- Fedde Le Grand Remix Edit (4:44)
- Tong & Spoon Wonderland Mix (7:34)
- Tong & Spoon Get Stupid Dub (7:35)
- Tong & Spoon Wonderland Radio Edit (4:27)
- Sly & Robbie Bongo Mix (4:54)
- Sly & Robbie Ragga Mix (4:57)
- Sly & Robbie Dance Hall Mix (4:50)

## Xếp hạng
| Bảng xếp hạng (2008)                   | Vị trí cao nhất |
| -------------------------------------- | --------------- |
| Australia                              | 23              |
| Bỉ (Flanders)                          | 3               |
| Bỉ (Wallonia)                          | 4               |
| Canada                                 | 8               |
| Chile                                  | 5               |
| Đan Mạch                               | 4               |
| Đức                                    | 8               |
| Dutch Top 40                           | 1               |
| Euro 200                               | 1               |
| Phần Lan                               | 2               |
| Pháp                                   | 5               |
| Ireland                                | 10              |
| Israel                                 | 4               |
| Italia                                 | 3               |
| México                                 | 41              |
| Na Uy                                  | 16              |
| Ba Lan                                 | 1               |
| Thuỵ Điển                              | 13              |
| Latvia                                 | 6               |
| Litva                                  | 3               |
| Thụy Sĩ                                | 4               |
| Swiss Download Chart                   | 16              |
| Thổ Nhĩ Kỳ                             | 1               |
| Tokio Hot 100                          | 86              |
| Ukraina                                | 6               |
| Liên hiệp Anh                          | 7               |
| U.S. Billboard Hot 100                 | 57              |
| U.S. Billboard Pop 100                 | 41              |
| U.S. Billboard Hot Dance Club Play     | 1               |
| U.S. Billboard Hot Dance Airplay       | 1               |
| U.S. Billboard Hot Dance Singles Sales | 2               |

### Doanh số & Chứng nhận
| Quốc gia    | Chứng nhận | Doanh số |          |
| ----------- | ---------- | -------- | -------- |
| Đan Mạch    | Vàng       | 7.500    | 7.500    |
| Pháp        |            | 15.000   | 15.000   |
| Tây Ban Nha | Vàng       | 10.000   | 10.000   |
| UK          |            | 142.000+ | 142.000+ |
| Hoa Kỳ      |            | 200.000+ | 200.000+ |

## Lịch sử phát hành
| Quốc gia      | Dạng             | Ngày phát hành      |
| ------------- | ---------------- | ------------------- |
| Mỹ            | Download nhạc số | 29 tháng 4 năm 2008 |
| Mỹ            | CD               | 15 tháng 7 năm 2008 |
| Liên hiệp Anh | CD               | 14 tháng 7 năm 2008 |